# هنگویلر
هنگویلر (به فرانسوی: Hengwiller) یک کمون در فرانسه با جمعیت ۱۷۵ نفر است که در Canton of Marmoutier واقع شده‌است.